# Martinskyrkan, Åbo
Martinskyrkan är en kyrka i Åbo i Finland, tillhörande Åbo svenska församling. Martinsförsamlingen bildades 1921 i en delning av Åbo domkyrkoförsamling, varefter planeringen av en egen kyrkobyggnad på Sotalaisbacken på västra stranden av Aura å startade. Kyrkan invigdes den 12 november 1933. Den.är ritad av Totti Sora och Gunnar Wahlroos i en övergångsstil mellan klassicism och funktionalism. Den är byggd i vitrappat tegel. Långkyrkan har ett brett mittskepp och två sidoskepp. Klocktornet är sammanbyggt med kyrkan och av kampaniltyp. 
Framför kyrkan finns ett Italien-inspirerat piazzalikt torg.
Martinskyrkans altartavla är en monumentalmålning på väggen bakom koret av Kristus på korset och är gjord av Einari Wehmas och Karl Ingelius. Den är 15 meter hög och 9,47 meter bred och var länge den största altartavlan i Norden.
Församlingshuset från 1933 bredvid kyrkan har ritats av Albert Richardtson. Kyrkan har stora likheter med Johannebergskyrkan i Göteborg som invigdes fem år senare.

## Bildgalleri

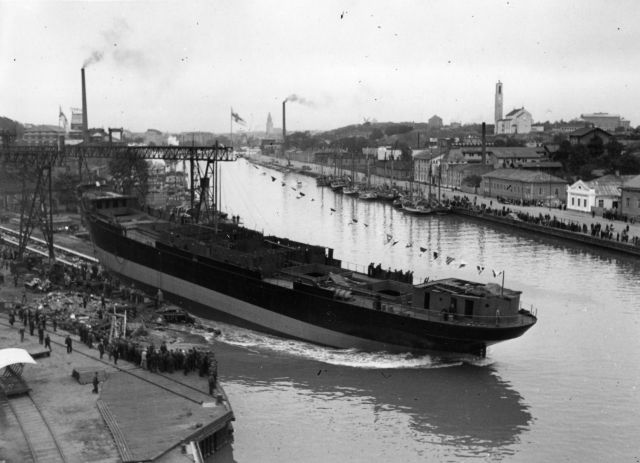
Martinskyrkan med omgivning 1936
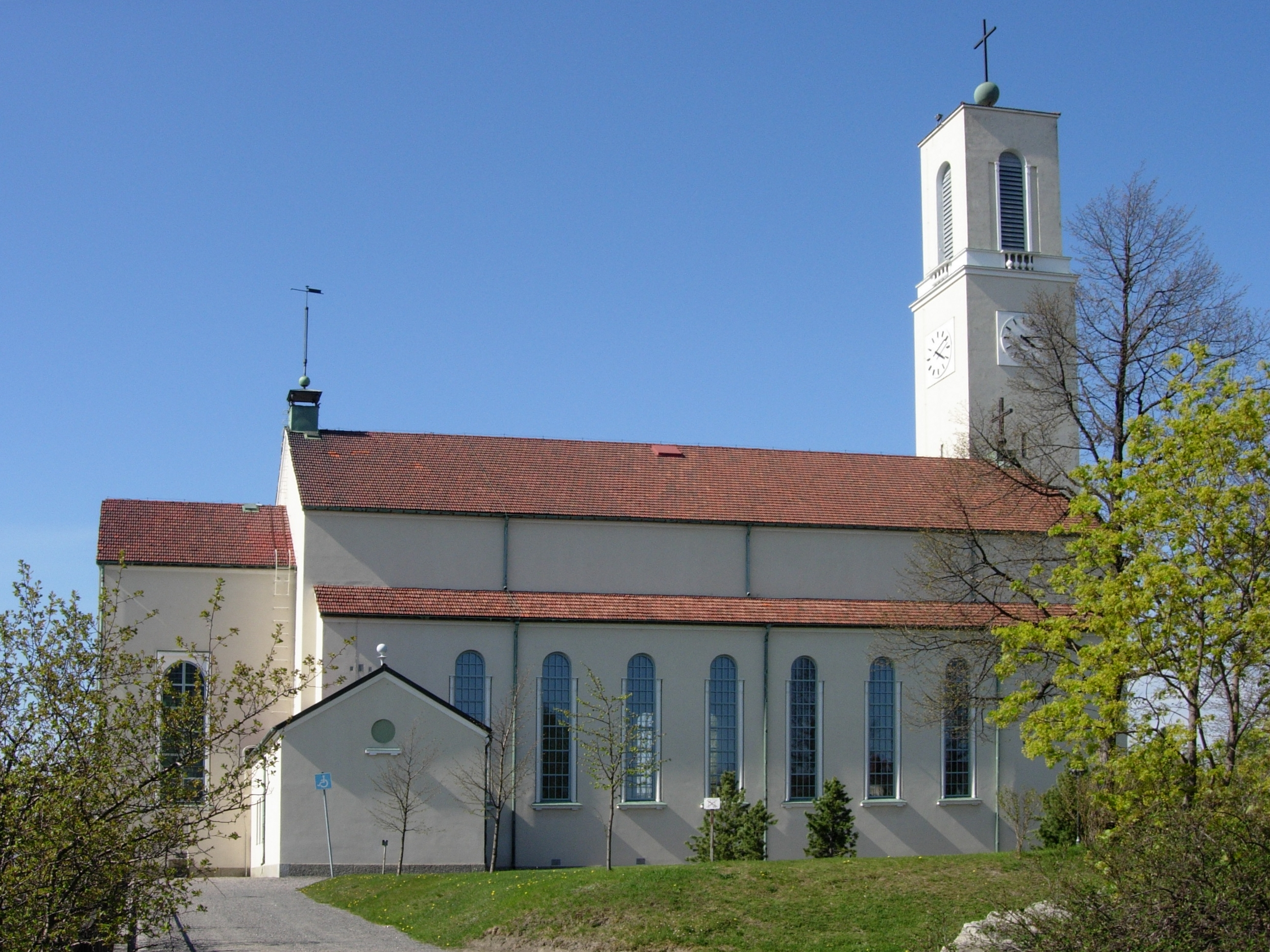
Martinskyrkan från sydost
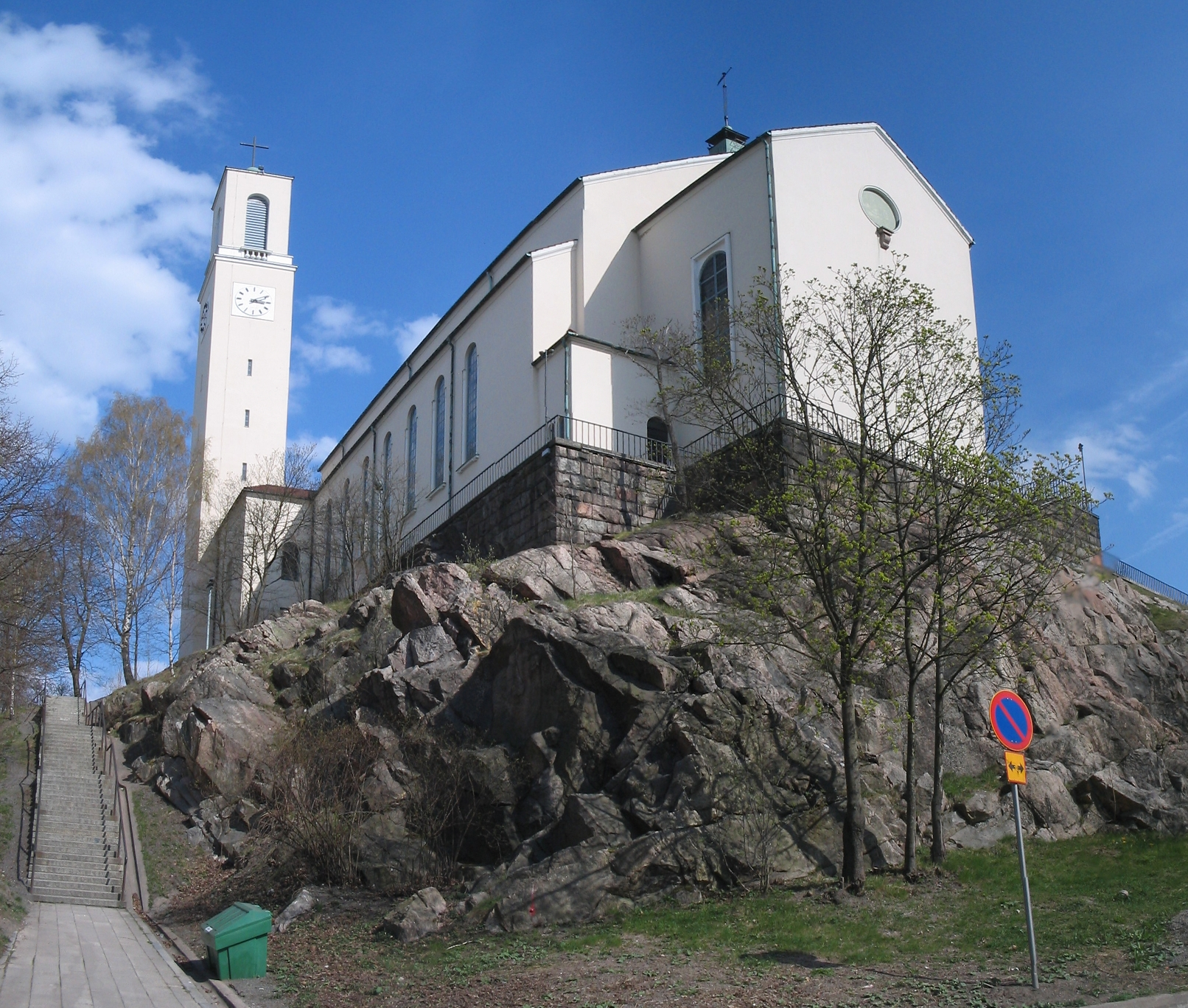
Martinskyrkan på sin klippa
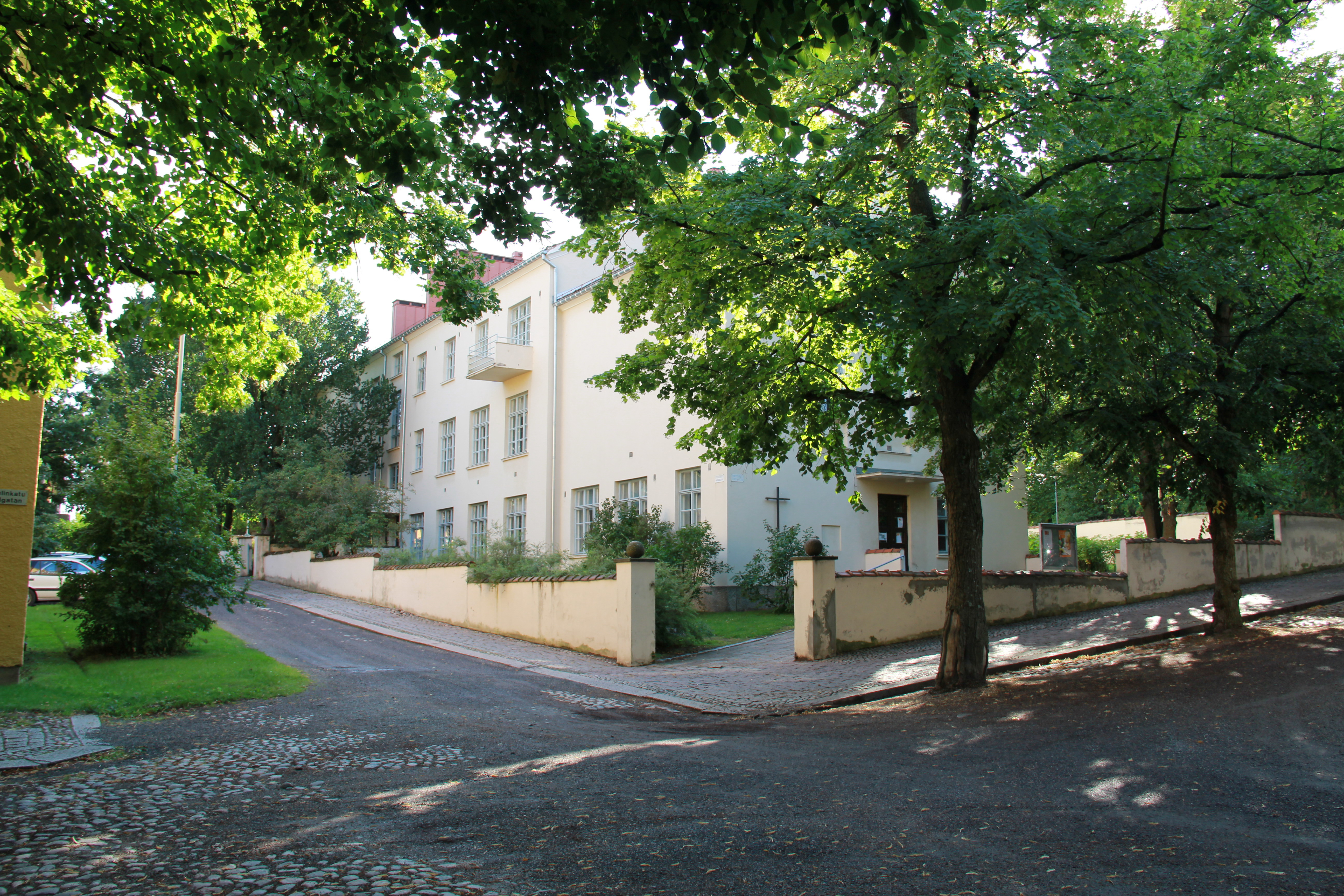
Församlingshuset av Albert Richardtson